# روبرت كيلي (شاعر)
روبرت كيلي (بالإنجليزية: Robert Kelly)‏ هو شاعر أمريكي، ولد في 24 سبتمبر 1935 في بروكلين في الولايات المتحدة.